# Uniwersytet Yale

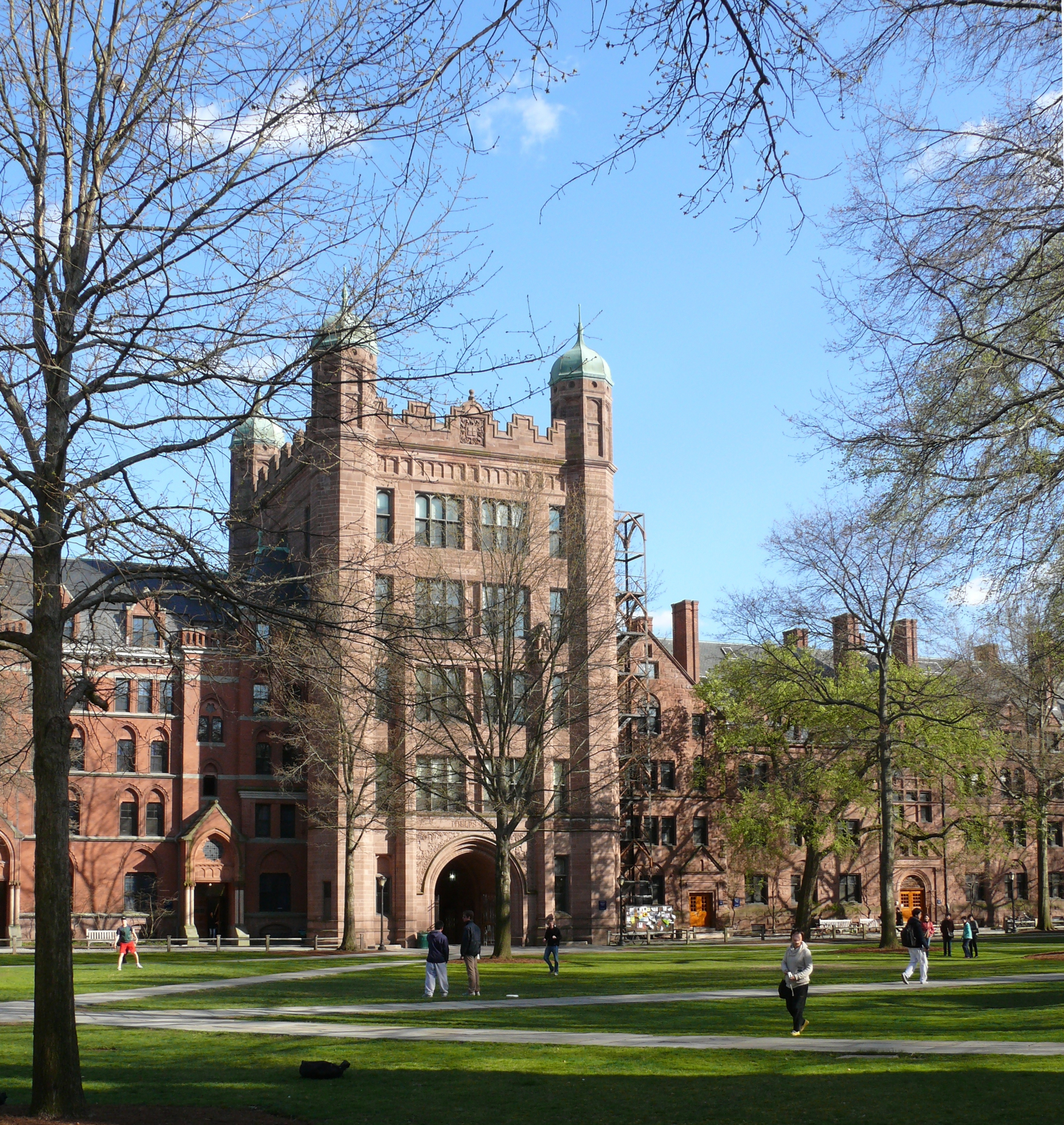
Phelps Hall na starym kampusie uniwersytetu

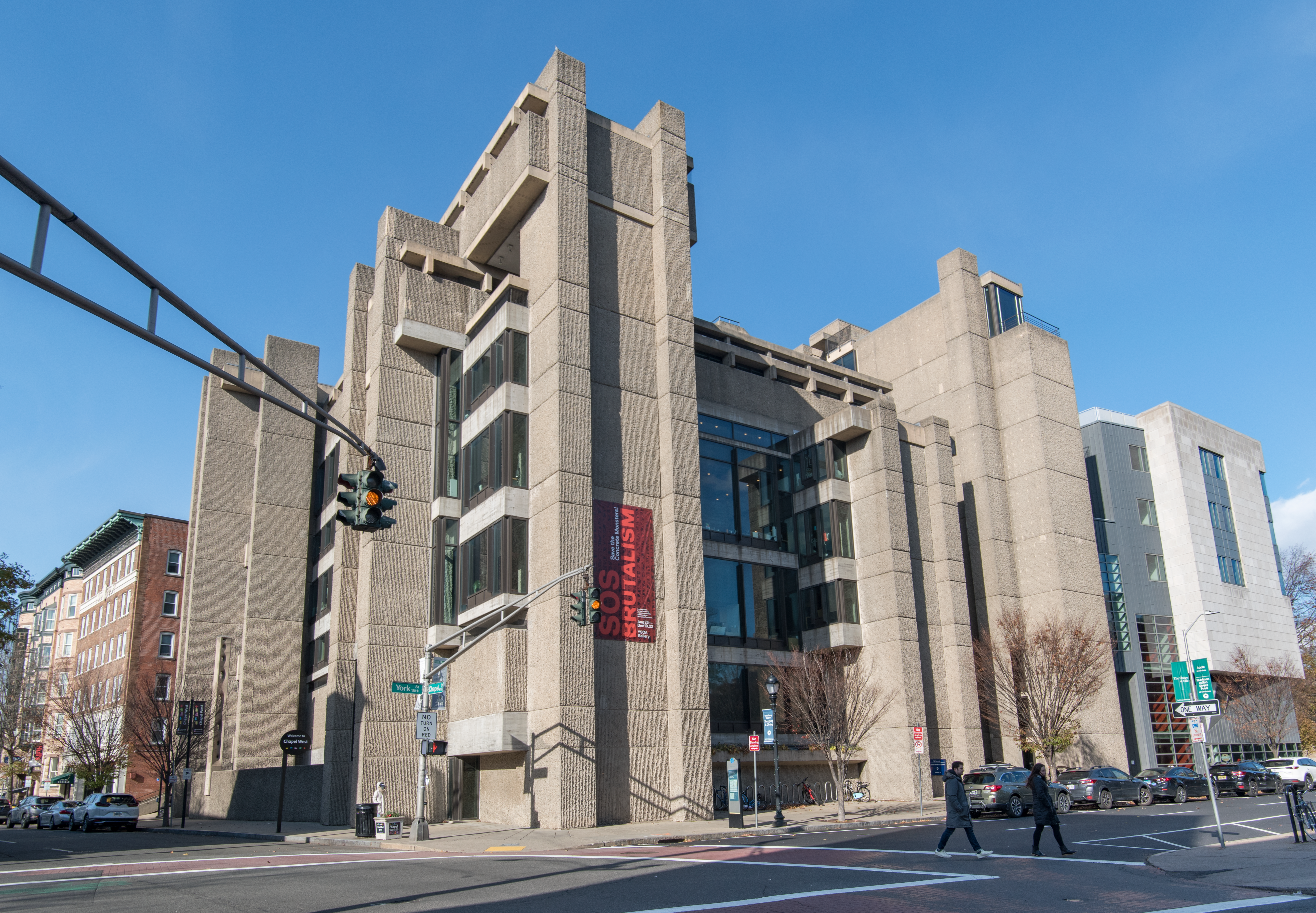
Rudolph Hall, w której mieści się Yale School of Architecture

Uniwersytet Yale (ang. Yale University) – amerykański uniwersytet niepubliczny w mieście New Haven, w stanie Connecticut, jeden z najbardziej prestiżowych na świecie, należący do Ligi Bluszczowej, przodujący w rankingach kierunków prawniczych i humanistycznych.

## Historia
Założony w 1701, jest trzecim pod względem wieku uniwersytetem amerykańskim (po Uniwersytecie Harvarda oraz College of William & Mary). Początkowo nosił nazwę Collegiate School of Connecticut. Obecna nazwa instytucji pochodzi od nazwiska Elihu Yale’a, który w 1718 podarował uczelni towary o wartości 562 funtów szterlingów, co na początku XVIII wieku było pokaźną sumą. Status uniwersytetu (i nazwę Yale University) placówka zyskała w 1887, na mocy ustawy Zgromadzenia Ogólnego Connecticut – wcześniej, od 1718, był to Yale College (pełna nazwa: The President and Fellows of Yale College, in New Haven).
Uczelnia w momencie powstania znajdowała się w Killingworth (w domu pierwszego rektora, na terenie obecnego Clinton), potem została przeniesiona do Saybrook, następnie do Wethersfield i ostatecznie, w 1716, do New Haven.
Uniwersytet Yale jest drugą (po Uniwersytecie Harvarda) pod względem kapitału żelaznego (endowment) amerykańską instytucją akademicką, dysponując w 2018 majątkiem równym około 30 mld dolarów.
Ponad tuzin bibliotek i oddziałów bibliotecznych zawiera 15 mln woluminów (trzeci co do wielkości zespół bibliotek akademickich w Stanach Zjednoczonych).

## Struktura
Studenci czteroletniego kolegium, znanego jako Yale College, są podzieleni – wzorem uniwersytetów w Cambridge i Oksfordzie – na dwanaście mniejszych kolegiów, zwanych residential colleges, w celu stworzenia mniejszych wspólnot administracyjno-społecznych. Każde z nich ma oddzielny budynek, swojego administratora (master) i dziekana do spraw studenckich (dean), stowarzyszonych profesorów, drużyny sportowe oraz herb. Kolegia te mają zwykle nazwy sławnych lub hojnych absolwentów.
- Berkeley College – nazwany na cześć George’a Berkeleya (1685–1753), wczesnego darczyńcy uniwersytetu
- Branford College – nazwa pochodzi od miejscowości Branford w Connecticut, gdzie najpierw znajdowała się uczelnia
- Calhoun College – nazwany na cześć Johna C. Calhouna, wiceprezydenta
- Davenport College – nazwany na cześć Johna Davenporta, założyciela New Haven; często nazywany „D’port”
- Ezra Stiles College – nazwany na cześć Ezry Stilesa(inne języki), rektora uczelni; nazywany „Stiles” (we wczesnych latach 90. master kolegium, Traugott Lawler, prowadził agitację na rzecz używania pełnej nazwy w mowie codziennej). Jego budynki zaprojektował Eero Saarinen.
- Jonathan Edwards College – nazwany na cześć Jonathana Edwardsa, teologa, absolwenta Uniwersytetu Yale i współfundatora Uniwersytetu w Princeton; najstarszy residential college, jedyny z niezależnym zarządcą (Jonathan Edwards Trust)
- Morse College – nazwany na cześć Samuela Morse’a, twórcy kodu Morse’a; zaprojektowany przez Eero Saarinena
- Pierson College – nazwany na cześć pierwszego rektora Uniwersytetu Yale, Abrahama Piersona(inne języki)
- Saybrook College – nazwa pochodzi od miejscowości Saybrook, gdzie dawniej działała uczelnia
- Silliman College – nazwany na cześć Benjamina Sillimana, profesora uczelni. Niektóre jego budynki zajmuje Sheffield Scientific School, nazwana na cześć jej fundatora, Josepha Earla Sheffielda(inne języki).
- Timothy Dwight College – nazwany na cześć dwóch rektorów uniwersytetu o tym samym imieniu i nazwisku: Timothy’ego Dwighta IV i Timothy’ego Dwighta V. Najczęściej zwany „T.D.”
- Trumbull College – najmniejszy z kolegiów, nazwany na cześć Jonathana Trumbulla, gubernatora Connecticut.

Oprócz czteroletniego Yale College w skład uniwersytetu wchodzą także uczelnie magisterskie, tzw. graduate schools. Podział ten wynika ze struktury wyższego nauczania w Stanach Zjednoczonych, które zwykle dzieli się na czteroletni program prowadzący do uzyskania bachelor’s degree (więcej niż licencjat, lecz mniej niż magister), 2- lub 3-letni dla master’s degree (magister, na przykład Master of Arts) oraz kilkuletni doktorat.
- Yale Law School (wydział prawa)
- Yale School of Medicine (wydział medyczny)
- Yale School of Public Health (wydział zdrowia publicznego)
- Yale School of Drama (wydział aktorski)
- Yale School of Architecture (wydział architektury)
- Yale School of Management (wydział zarządzania)
- Yale Graduate School of Arts and Sciences
- Sheffield Scientific School (wydział naukowo-inżynierski)
- Yale Divinity School (wydział teologiczny)
- Yale School of Art (wydział sztuk pięknych)
- Yale School of Music (wydział muzyczny)
- Yale School of Forestry & Environmental Studies (wydział leśnictwa i nauk o środowisku)
- Yale School of Engineering & Applied Science, I i II stopnia (wydział inżynierii i nauk stosowanych).

Szkoły te są oddzielnymi jednostkami administracyjnymi i tworzą one wspólnie Uniwersytet Yale.

## Renoma
Uniwersytet jest zaliczany do najlepszych placówek edukacyjnych na świecie, zawsze zajmuje miejsca w pierwszej dwudziestce wszelakich rankingów wyższych uczelni, zarówno w skali amerykańskiej, jak i globalnej, tak w klasyfikacjach ogólnych, jak i w poszczególnych dziedzinach nauki.
Akademicki Ranking Uniwersytetów Świata, opracowywany corocznie przez Uniwersytet Jiao Tong w Szanghaju, jest jednym z najpopularniejszych globalnych rankingów akademickich na świecie. Uniwersytet Yale został w 2005 sklasyfikowany na 11. miejscu (łącznie notowano 500 uczelni wyższych ze wszystkich kontynentów).
Times Higher Education–QS World University Ranking, sporządzany przez Times Higher Education i Quacquarelli Symonds, w 2005 umieścił Uniwersytet Yale na 7. miejscu w zestawieniu globalnym, na 5. w Stanach Zjednoczonych, a w naukach humanistycznych i sztuki na światowym 5. miejscu, w naukach społecznych na 6.

## Sport

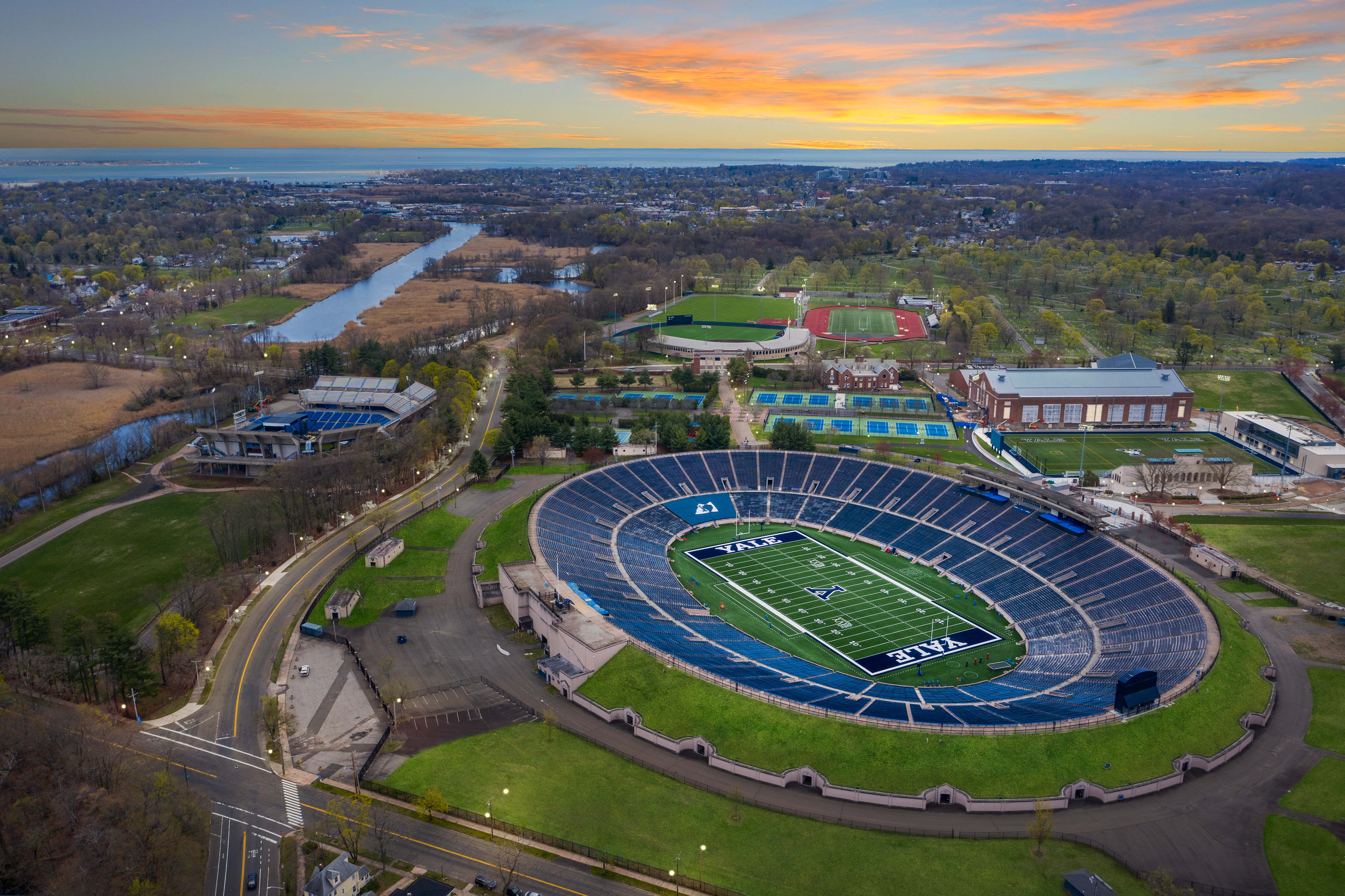
Yale Bowl

Uniwersytet należy do NCAA Division I i wraz z innymi uczelniami z Ligi Bluszczowej tworzy odrębną konferencję w ramach tych rozgrywek. Posiada łącznie 35 zespołów w różnych dyscyplinach. Wszystkie one występują pod nazwą Yale Bulldogs, a ich kolorem jest niebieski. Jako jedne z bardzo nielicznych w Dywizji I, uczelnie Ligi Bluszczowej nie oferują stypendiów sportowych. Tym samym wszyscy reprezentanci uczelni są jednocześnie normalnymi studentami, którzy musieli przejść taki sam ostry proces selekcji, jak ich koledzy spoza drużyn.
Największym obiektem sportowym należącym do uczelni jest stadion Yale Bowl, mieszczący ponad 64 tysiące widzów i używany głównie do meczów futbolu amerykańskiego.

## Wybitni absolwenci i wykładowcy
Laureaci Nagrody Nobla (absolwenci)
- George Akerlof (B.A. 1962) – ekonomia, 2001
- Raymond Davis (Ph.D. 1942) – fizyka, 2002
- John Franklin Enders (B.A. ca. 1921) – fizjologia lub medycyna, 1954
- John Fenn (Ph.D. 1940) – chemia, 2002
- Murray Gell-Mann (B.S. 1948) – fizyka, 1969
- Alfred Gilman (B.S. 1962) – fizjologia lub medycyna, 1994
- Ernest Lawrence (Ph.D. 1925) – fizyka, 1939 (na jego cześć nazwano Lawrence Livermore National Laboratory i Lawrence Berkeley National Laboratory)
- Joshua Lederberg (Ph.D. 1948) – fizjologia lub medycyna, 1958
- David M. Lee (Ph.D. 1959) – fizyka, 1996
- Sinclair Lewis (B.A. 1908) – literatura, 1930
- Lars Onsager (Ph.D. 1935) – chemia, 1968
- Dickinson Richards (B.A. 1917) – fizjologia lub medycyna, 1956
- William Vickrey (B.S. 1935) – ekonomia, 1996
- George Whipple (A.B. 1900) – fizjologia lub medycyna, 1934
- Eric Wieschaus (Ph.D.) – fizjologia lub medycyna, 1995

Laureaci Nagrody Nobla (wykładowcy)
- Sidney Altman – chemia, 1989
- John Fenn (doktorat na Uniwersytecie Yale w 1940 i wykładowca od 1962 do 1994) – chemia, 2002
- Tjalling Koopmans – ekonomia, 1975
- George Emil Palade (profesor Yale School of Medicine od 1973 do 1990) – fizjologia lub medycyna, 1974
- James Tobin – ekonomia, 1981
- Robert J. Shiller – ekonomia, 2013

Laureaci Nagrody Pulitzera (absolwenci)
- Anne Applebaum (B.A. 1986) – zdobywczyni Nagrody Pulitzera w dziedzinie literatury faktu w 2004
- Stephen Vincent Benét (B.A. 1919, M.A. 1920)
- Linda Greenhouse(inne języki) (M.A. 1978) – korespondentka New York Times z Sądu Najwyższego, Pulitzer w 1998
- John Hersey (B.A. 1936)
- David M. Kennedy(inne języki) (M.A. 1964, Ph.D. 1968) – profesor Uniwersytetu Stanforda, zdobywca Nagrody Pulitzera w dziedzinie historii w 2000 za Freedom from Fear: The American People in Depression and War, 1929–45.
- David McCullough (B.A. 1955) – sławny historyk, zdobywca dwóch Pulitzerów, najlepiej znany ze swych książek o prezydentach Harrym Trumanie i Johnie Adamsie
- J.R. Moehringer (B.A. 1986) – reporter Los Angeles Times, zdobywca Nagrody Pulitzera w dziedzinie publicystyki (feature writing) w 2000
- Samantha Power (B.A. 1992) – zdobywca Pulitzera za książkę „A Problem from Hell: America and the Age of Genocide”
- Mark Schoofs(inne języki) (B.A. 1985) – reporter, zdobywca Nagrody Pulitzera w dziedzinie reportażu międzynarodowego (international reporting) w 2000
- Lewis Spratlan(inne języki) (B.A. 1962, M.M. 1965) – kompozytor, zdobywca Nagrody Pulitzera w dziedzinie muzyki w 2000 za „Life is a Dream, Opera in Three Acts: Act II, Concert Version”
- Wendy Wasserstein (M.F.A. 1976) – pisarka sztuk teatralnych, zdobywczyni Nagrody Pulitzera w dziedzinie dramatu za „The Heidi Chronicles”
- Thornton Wilder (B.A. 1920) – pisarz, twórca sztuk teatralnych, zdobywca dwóch Pulitzerów, pierwszego w 1928 za „The Bridge of San Luis Rey”, drugiego w 1938 za Our Town. W 1963 odebrał Prezydencki Medal Wolności.
- Bob Woodward (B.A. 1965) – dziennikarz, współautor książki All the President’s Men, za którą otrzymał pierwszego Pulitzera; drugą nagrodę zdobył w 2002 za reportaż krajowy (national reporting)
- Doug Wright(inne języki) (B.A. 1986) – scenarzysta, zdobywca nagrody w 2004 for drama, zdobywca Tony Award
- Yehudi Wyner(inne języki) (B.A. 1950, B. Mus. 1951, M. Mus. 1953) – kompozytor, zdobywca Nagrody Pulitzera w dziedzinie muzyki w 2006 za koncert fortepianowy Chiavi in Mano; emerytowany profesor komponowania na Uniwersytecie Brandeisa
- Daniel Yergin(inne języki) (B.A. 1968)

Politycy, głowy państw, szefowie rządów
Uniwersytet Yale ma wśród swych absolwentów 16 sędziów Sądu Najwyższego, 41 senatorów, 22 gubernatorów, 18 członków najwyższej centralnej administracji, 3 amerykańskich dyplomatów i wielu innych sławnych ludzi, aktywistów, ideologów, którzy odcisnęli piętno na światowej i amerykańskiej polityce i życiu.
Od lat siedemdziesiątych absolwenci tej uczelni zajmowali najwyższe stanowiska polityczne. Od 1981 do 2009 jej absolwent był w fotelu prezydenta lub wiceprezydenta Stanów Zjednoczonych. Na Uniwersytet Yale uczęszczali:
- George W. Bush – prezydent Stanów Zjednoczonych (2001–2009)
- Bill Clinton – prezydent Stanów Zjednoczonych (1993–2001)
- George H.W. Bush – prezydent Stanów Zjednoczonych (1989–1993), wiceprezydent Stanów Zjednoczonych (1981–1989)
- Gerald Ford – prezydent Stanów Zjednoczonych (1974–1977)
- William Howard Taft – prezydent Stanów Zjednoczonych (1909–1913) i prezes Sądu Najwyższego (1921–1930)
- Dick Cheney – wiceprezydent Stanów Zjednoczonych (2001–2009)
- John C. Calhoun – wiceprezydent Stanów Zjednoczonych (1829–1832).

Na Uniwersytecie Yale studiował także kandydat Partii Demokratycznej na prezydenta John Kerry oraz sekretarz stanu Hillary Clinton.
Oprócz tego studiowali tam: prezydent Meksyku Ernesto Zedillo, premier Turcji Tansu Çiller, prezydent Niemiec Karl Carstens i premier Włoch Mario Monti.
Inne znane osoby
Innymi znanymi osobami związanymi z tą uczelnią jako absolwenci są John Ashbery (poeta), Lukas Foss (kompozytor, dyrygent) Jeffrey Hamburger (historyk sztuki), Stanley Milgram (psycholog społeczny), Tomas Venclova (poeta, literaturoznawca), jak również zdobywczynie dwóch Oscarów, amerykańskie aktorki Meryl Streep i Jodie Foster. Przed II wojną światową na uczelni wykładała Hortense Powdermaker.